# Axonolaimus steineri
Axonolaimus steineri är en rundmaskart som beskrevs av Timm 1952. Axonolaimus steineri ingår i släktet Axonolaimus och familjen Axonolaimidae. Inga underarter finns listade i Catalogue of Life.